# 3月18日 (旧暦)
旧暦3月18日は旧暦3月の18日目である。六曜は友引である。

## できごと
- 建長元年（ユリウス暦1249年5月2日） - 宝治より建長に改元
- 万延元年（グレゴリオ暦1860年4月8日） - 桜田門外の変があった為、安政より万延に改元

## 誕生日
- 元亀3年（ユリウス暦1573年4月19日） - 土井利勝、大老、下総古河藩初代藩主（+ 1644年）
- 順治11年（グレゴリオ暦1654年5月4日） - 康熙帝[1]、清の4代皇帝（+ 1722年）

## 忌日
- 文明5年（ユリウス暦1473年4月15日） - 山名宗全（山名持豊）[2]、守護大名（* 1404年）